# Ligne Rouge

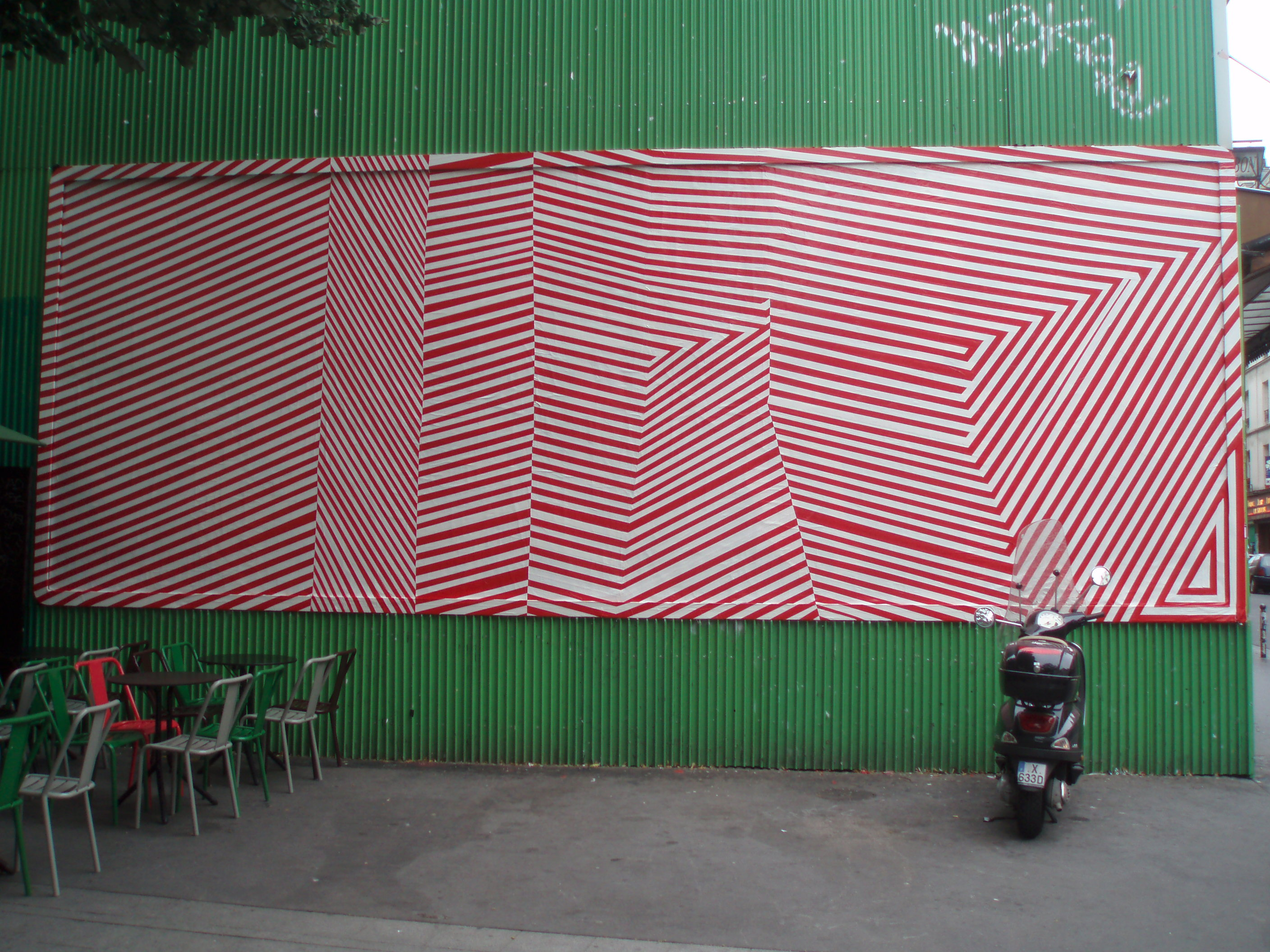

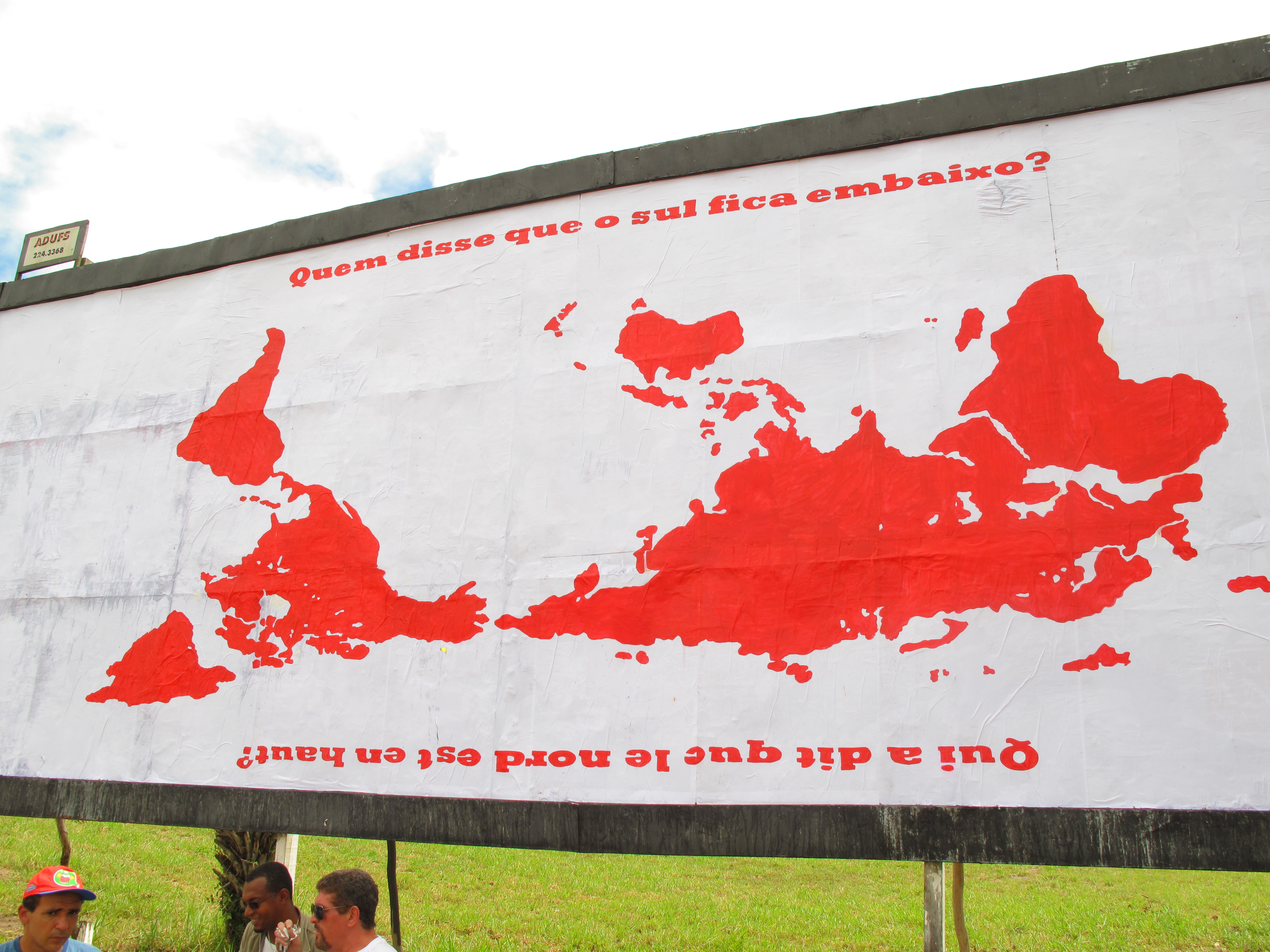

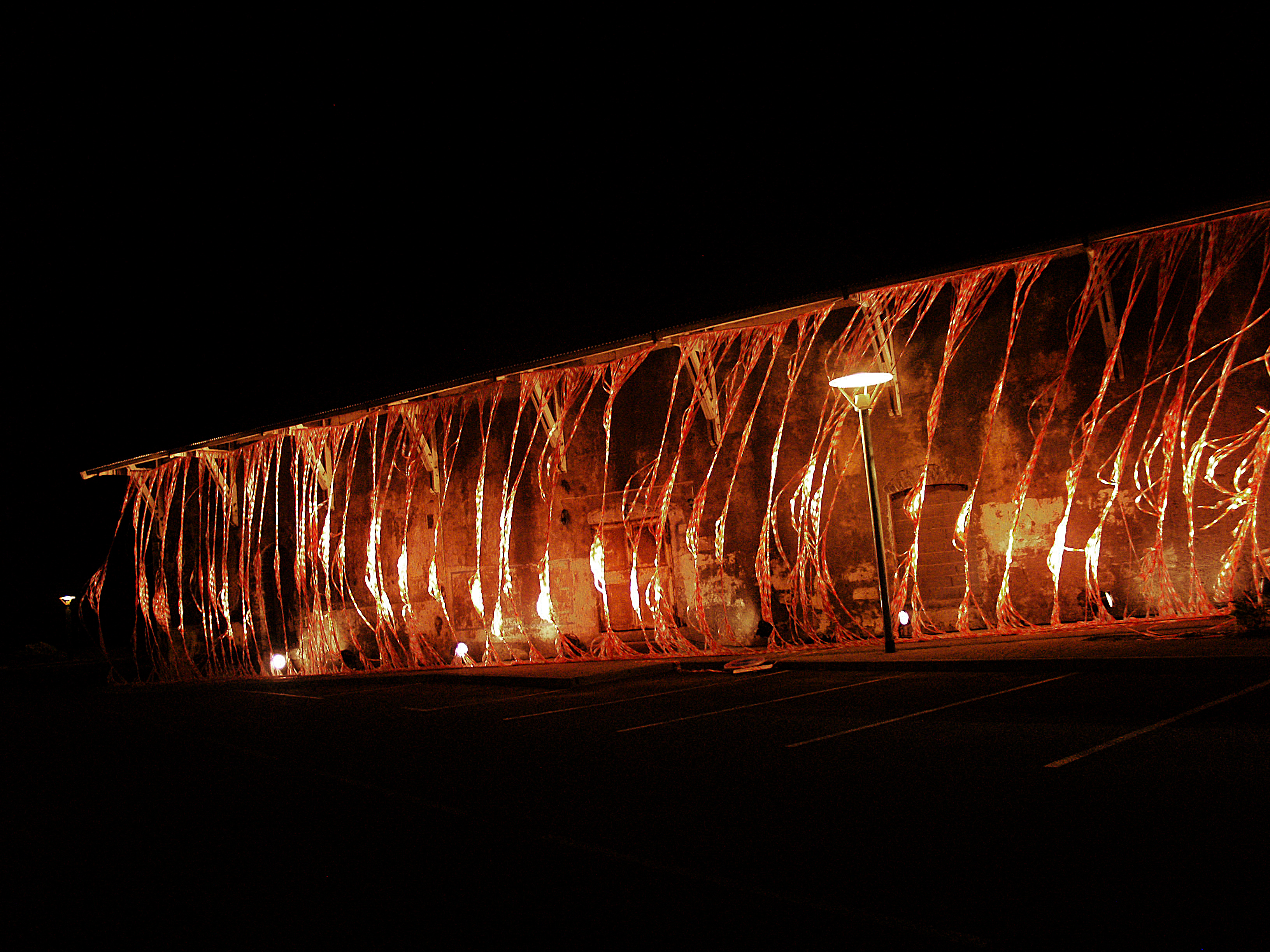

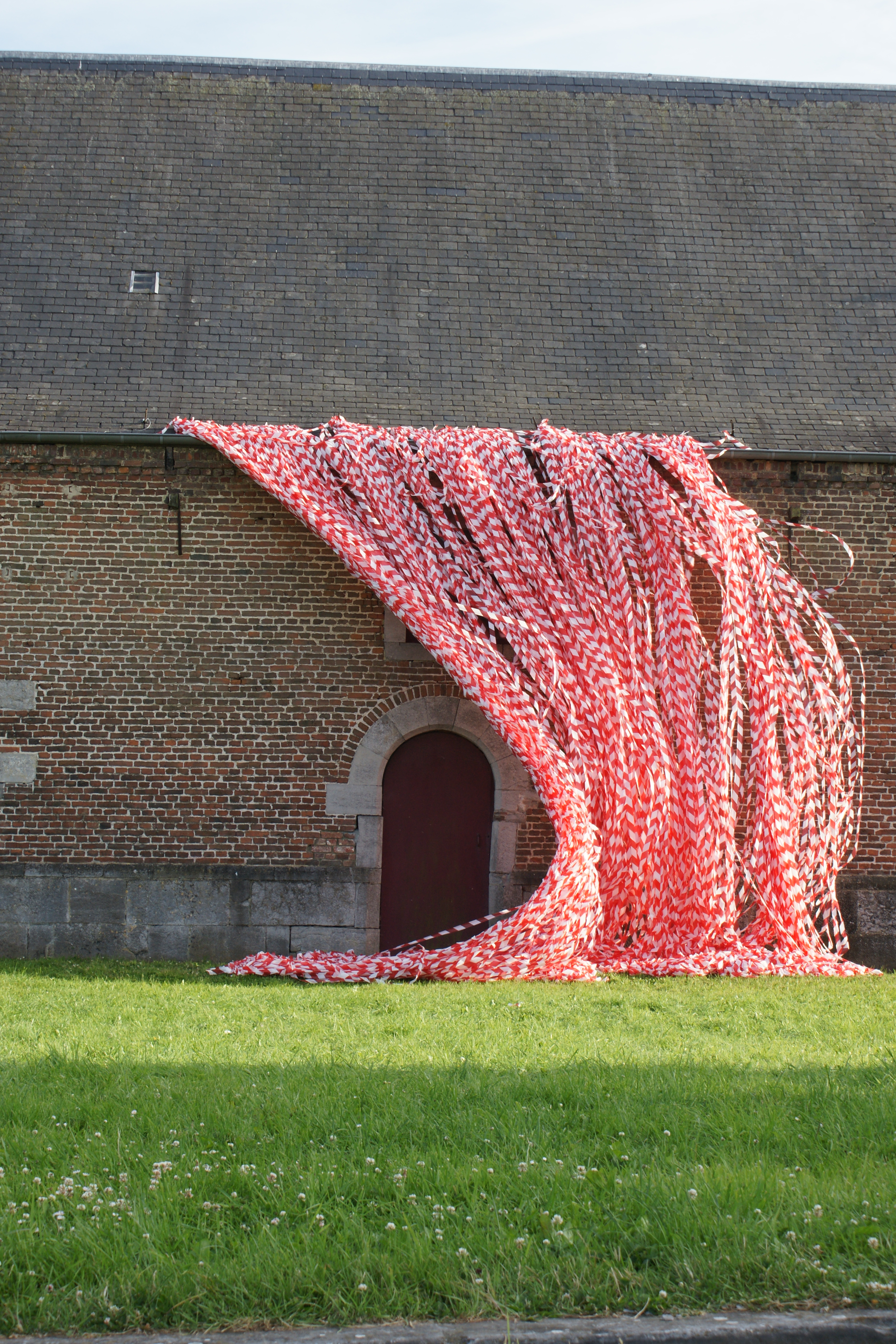

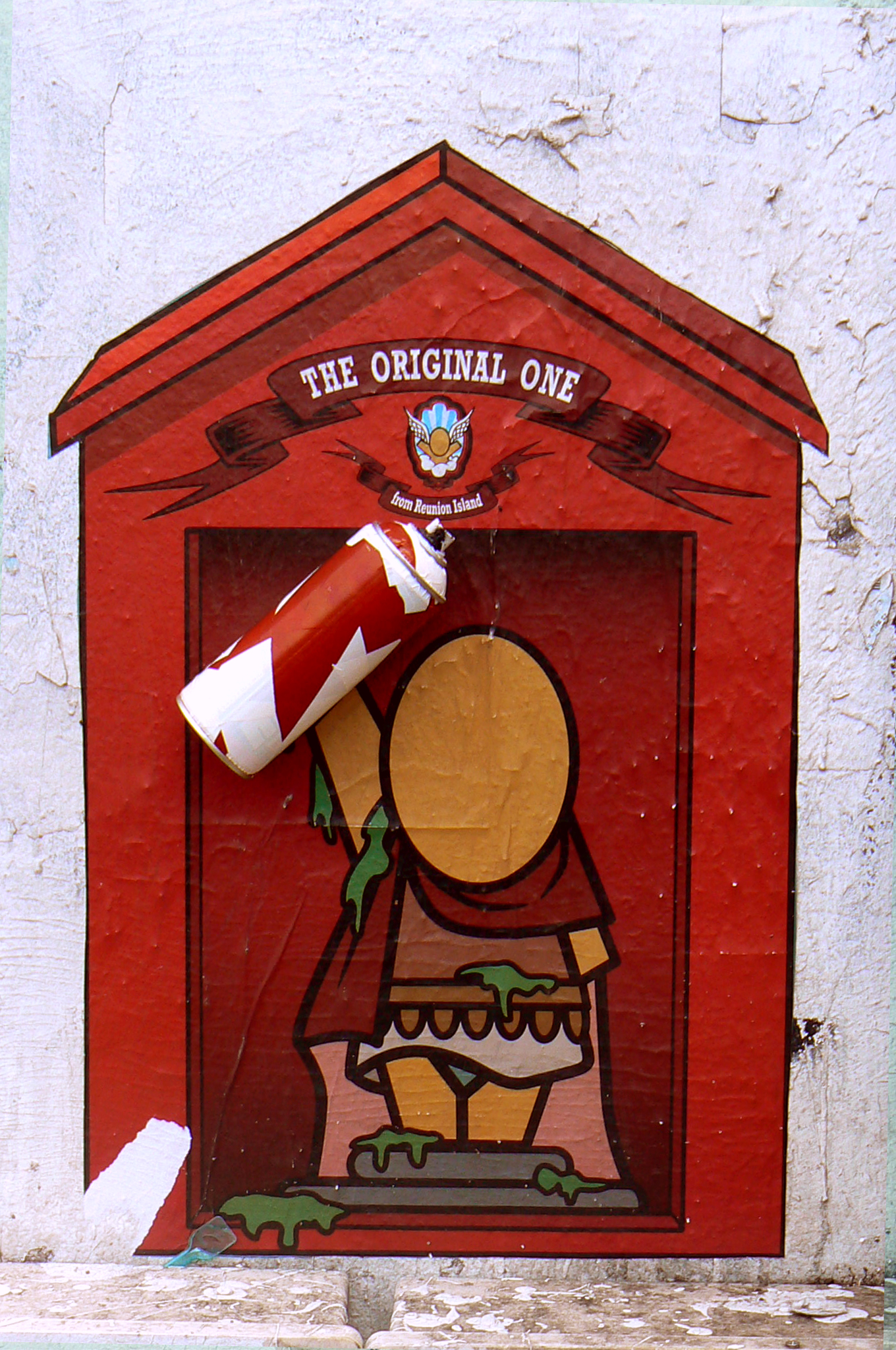

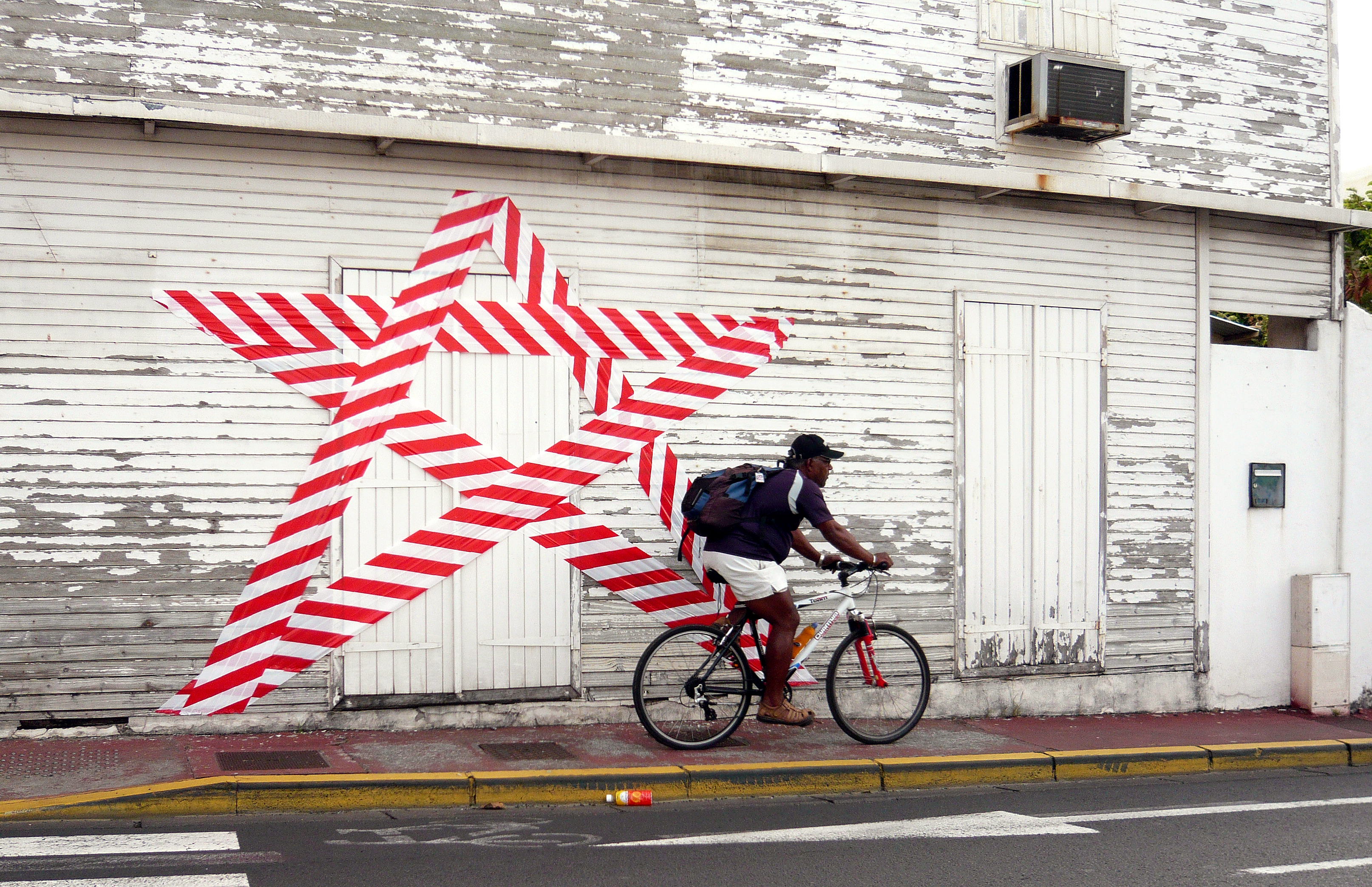

Louis Pavageau plus connu comme Ligne Rouge, né en 1982 à Calais (France) et mort en 2009 à Salvador de Bahia (Brésil), est un street-artiste et plasticien français.     

## Biographie
Louis Pavageau commence le graffiti à 14 ans en 1995 à l'Ile de la Réunion où il a passé l’essentiel de sa vie. Son travail s’inscrit dans la continuité de Supports/Surface et BMPT. Il est cité par Paul Ardenne parmi les 100 artistes du Street Art les plus importants,.     
En janvier 2006, il crée l’association « Metan-kouleur », destinée à développer les échanges culturels et artistiques en matière de « Street-art » entre l’Ile de la Réunion et la métropole. Il est diplômé de l’École des Beaux-Arts de Cergy-Paris (Diplôme National d’Arts Plastiques obtenu en juin 2006 avec les félicitations du jury) après un cursus à l’École Supérieure des Beaux Arts de la Réunion. Son crew de graffeurs est originellement 3HS. Il commence son œuvre en s'appropriant l'espace public réunionnais par des détournements de panneaux d'affichage et de mobilier urbain qu'il couvrait de rubalise de chantier rouges et blanches.     
Il intervient en 2007 sur la Place Verte (Paris 11e) pour le collectif « Le M.U.R. », puis durant les deux années qui suivent, réalise de nombreuses interventions in situ ,, dans le cadre de manifestations institutionnelles (Journées européennes du patrimoine 2008, Leu Tempo Festival 2009) et participe à des expositions collectives en France, à La Réunion, en Belgique, au Brésil, en collaboration avec, entre autres, Jace ou Kid Kréol et Boogie,.     
Au cours de ces années, il participe à des résidences d'artistes (résidence d’artiste avec l’association Lerka à Saint Denis de la Réunion de janvier à juillet 2008, résidence d’artiste à l’École de l’ancien théâtre à Saint Denis de la Réunion du 15 au 31 mai 2009), des workshop (workshop sur l’intervention dans l’espace public à l’École Supérieure des Beaux Arts de la Réunion en décembre 2008 et mars 2009) ainsi que des ateliers avec des publics élargis (atelier de Graffiti avec l’association jeunesse 2000 à Saint Denis de la Réunion en janvier 2009).    
« Adolescent, je taguais frénétiquement les murs de ma ville. J'en ai gardé l'envie de travailler dans l'espace public et un regard attentif sur les images et les signes qui s'offrent à la vue. Le rouge et le blanc sont des couleurs signe : elles guident les personnes dans leur vie quotidienne (déplacements, achats, urgence etc.). Depuis 2002, je travaille avec ces couleurs au point qui sont devenues ma signature. » Louis Pavageau aka Lignes Rouges.     
Il disparaît d’une crise cardiaque en septembre 2009, au Brésil, où il terminait une résidence d’artiste à l’Institut Sacatar, Itaparica, Salvador de Bahia organisée dans le cadre de l’année de la France au Brésil.     
Sa mort suscita un grand émoi au sein du milieu artistique réunionnais,,,,,,, où il demeure une source d'inspiration,,,,.     
La Cité des Arts de Saint-Denis de la Réunion, avec la collaboration de l'association Lerka, a installé de façon pérenne la reproduction  d'une de ses dernières œuvres "Qui a dit que le Nord est en haut ?",, en une céramique monumentale réalisée par Hughes Van Melkebeke,. Comme l’artiste canadien Richard Purdy avec "The Inversion of the World" (1988, installation) ou le cartographe australien Stuart McArthur avec sa carte inversée, Louis Pavageau présente avec un planisphère à l’envers, une autre vision, celle d’un monde où le Sud se situe au Nord.    

## Œuvres principales et expositions
- Août 2003 : Exposition au Cyclone Café.
- Août 2004 : Réalisation d’une peinture murale de 250 mètres carrés sur le thème de l’évolution des transports en commun et des modes de vies à Saint-Denis de la Réunion pour la Société d’habitations à Loyers Modérés de la Réunion (S.H.L.M.R.).
- 11 août 2007 : Intervention sur la Place Verte (Paris 11e) avec l’association « Le M.U.R. ».
- Juin 2008 : Participation à l’exposition rétrospective de l’association « Le M.U.R. » à la galerie JL Beaubourg.
- Septembre 2008 : Exposition personnelle « Saint Denis 2008 » à la médiathèque de Saint Denis de la Réunion.
- 21-22 septembre 2008 : Intervention sur une gare désaffectée pour les Journées européennes du patrimoine 2008 (Commande de la ville de Saint Denis de la Réunion).
- Octobre 2008 : Exposition collective « 400ml » à la Maison des Métallos[31].
- Décembre 2008 : Exposition collective « Petits Formats – Grande Surface » au Studio 55, Paris.
- Février 2009 : Assistant commissaire de l’exposition « Inversion » de Richard Purdy, Saint Denis de la Réunion.
- 12-16 mai 2009 : Installation sur une passerelle au « Leu Tempo Festival 2009 » au côté des artistes Betty Bui, Daniel Buren, Jace  et Tadashi Kawamata avec participation à un colloque sur « L’art dans l’espace public: arts de la rue, arts plastiques, même combat ? » à l’École des Beaux de la Réunion[32].
- 15-19 juin 2009 : Intervention pour « Fernelemont Contempory Art [33]», Belgique avec le soutien du Studio 55[34].
- 20 août 2009 : Panorama 2009, Mostra de fotografias, Museu de arte contemporanea Raimondo de Oliveira, Feira des Santana, Brésil.
- 16 octobre-14 novembre 2009 : Exposition collective de dessins « Traits Complices - Rouge Gorge » à la Galerie Béatrice Binoche, Saint Denis de la Réunion[35].
- 20 novembre-20 décembre 2009 : Arts Actuels Biennale Réunion 09, Biennale d’Arts, de Design, de Création Numérique et Immatérielle[36].
- Janvier-Février 2010 : Exposition collective « La Réunion Terre Offshore » (Festival Français Bonjour India) – New Delhi du 9 au 14 janvier Galerie Romain Rolland Alliance Française de Delhi – Chennai du 20 janvier au 4 février Galerie Apparao – Mumbai du 10 au 24 février Galerie Sakshi[37].
- Mai 2010 : Exposition collective « Urban Art Madrid II 2010, International Indoor and Outdoor exhibition », Madrid.
- 28-29 octobre 1er novembre 2010 : Exposition collective « Le M.U.R. de l’art », à l’Espace des Blancs Manteaux, Paris.
- 13-14 avril 2011 : Le Forum 974 des cultures urbaines à la Réunion est consacré à l'œuvre de Louis Pavageau[38].
- 24 mars-7 mai 2011 : Exposition « RUN COLOR, 974 GRAFFITI » à la galerie du Téat Champ-Fleuri, Saint-Denis de la Réunion. Présentation des photos sur une suite d’une dizaine de panneaux à partir des archives photographiques de Jace. Exposition présentant un choix d’œuvres de 10 artistes de la scène graff réunionnaise dont le commissaire d’exposition est Jace (Pour cette exposition, Jace a prêté une œuvre de Louis Pavageau issue de sa collection personnelle, Lerka a prêté 3 œuvres issues de la collection propre de l’association et la famille de Louis Pavageau a prêté 2 toiles)[39].
- 29 mars 2011 : Street Advertising Takeover in Madrid, 100 artistes ont été invites à investir les 100 Abribus d’une rue au cœur du centre de Madrid. Un des Abribus présentait le travail de Louis Pavageau.
- 8-30 mars 2014 : L’exposition Ligne(s) Rouge(s) présente des travaux réalisés par des artistes ayant travaillé avec Louis Pavageau, dans la rue ou en atelier à Lerka entre 2007 et 2009 avec les œuvres de Claude Caillol, Dominique Ficot, Kid Kréol et Boogie, Mégot, Lecture de texte de Louis Pavageau par Emmanuel Colinet, Pangar rouz sinon sa pangar blan de Hasawa Fonnkorezy, Galerie de Lisle (La Possession, Ile de la Réunion), une proposition de l'association Craie et Suie en collaboration avec Lerka[40],[41].
- 2016 : Qui a dit que le Nord est en haut ?"[26],[27],[28], une céramique monumentale réalisée par Hughes Van Melkebeke[29],[30] à l'entrée de la Cité des Arts de la Réunion.
- Du 1er avril au 31 août 2021 : Exposition Transistance, un regard sur la collection Jacques Bivouac, Galerie Jacques Bivouac[42].
- Du 15 octobre 2022 au 3 juin 2023 : Exposition CAPITALE(S) 60 ans d'art urbain à Paris, Salle Saint-Jean de l'Hôtel de Ville de Paris[43]
- Du 24 Juin au 25 novembre 2023 : "OBRAS BRASILEIRAS / ŒUVRES BRÉSILIENNES", LOUIS PAVAGEAU AKA LIGNE ROUGE // à la Cité des Arts de la Réunion[44]